# Bundesliga de 2020–21
A Bundesliga de 2020–21 foi a 58ª edição da primeira divisão do futebol alemão. O campeonato iniciou em 18 de setembro de 2020 e terminou em 22 de maio de 2021. Inicialmente, a temporada se iniciaria em 21 de agosto de 2020 e terminaria em 15 de maio de 2021, mas foi adiada devido ao atraso da temporada passada, por causa da pandemia de COVID-19. O Bayern de Munique foi o atual campeão.

## Regulamento
Os 18 clubes se enfrentam em jogos de ida e volta no sistema de pontos corridos. O clube que somar o maior número de pontos será declarado campeão. Além do campeão, o 2º, 3º e 4º colocados garantirão vagas na Liga dos Campeões da UEFA. O 5º colocado estará na Liga Europa da UEFA, enquanto o 6º colocado disputará a fase preliminar da Liga Conferência Europa da UEFA.
Por outro lado, os últimos dois colocados serão rebaixados à 2. Bundesliga. O 16º colocado, por sua vez, disputará um play-off contra o 3º colocado da 2. Bundesliga para saber quem jogará a elite na temporada seguinte.

### Critérios de desempate
- Maior saldo de gols;
- Maior número de gols pró;
- Confronto direto.

## Participantes

### Promovidos e rebaixados
| Pos. | Rebaixados da Bundesliga |
| ---- | ------------------------ |
| 17º  | Fortuna Düsseldorf       |
| 18º  | Paderborn                |

| Pos. | Promovidos da 2. Bundesliga |
| ---- | --------------------------- |
| 1º   | Arminia Bielefeld           |
| 2º   | Stuttgart                   |

### Equipes por estado
| estado                     | N.º | Equipes                                                                                             |
| -------------------------- | --- | --------------------------------------------------------------------------------------------------- |
| Renânia do Norte-Vestfália | 6   | Arminia Bielefeld, Bayer Leverkusen, Borussia Dortmund, Borussia Mönchengladbach, Köln e Schalke 04 |
| Baden-Württemberg          | 3   | Freiburg, Hoffenheim e Stuttgart                                                                    |
| Baviera                    | 2   | Augsburg e Bayern de Munique                                                                        |
| Berlim                     | 2   | Hertha Berlim e Union Berlin                                                                        |
| Baixa Saxônia              | 1   | Wolfsburg                                                                                           |
| Bremen                     | 1   | Werder Bremen                                                                                       |
| Hesse                      | 1   | Eintracht Frankfurt                                                                                 |
| Renânia-Palatinado         | 1   | Mainz 05                                                                                            |
| Saxônia                    | 1   | RB Leipzig                                                                                          |

### Informações das equipes
| Equipe                   | Cidade                | Treinador              | Capitão             | Estádio (mando)         | Capacidade | Material Esportivo |
| ------------------------ | --------------------- | ---------------------- | ------------------- | ----------------------- | ---------- | ------------------ |
| Arminia Bielefeld        | Bielefeld             | Frank Kramer           | Fabian Klos         | Schüco-Arena            | 27.300     | Macron             |
| Augsburg                 | Augsburgo             | Markus Weinzierl       | Jeffrey Gouweleeuw  | WWK Arena               | 30.660     | Nike               |
| Bayer Leverkusen         | Leverkusen            | Hannes Wolf (interino) | Charles Aránguiz    | BayArena                | 30.210     | Jako               |
| Bayern de Munique        | Munique               | Hans-Dieter Flick      | Manuel Neuer        | Allianz Arena           | 75.000     | Adidas             |
| Borussia Dortmund        | Dortmund              | Edin Terzić            | Marco Reus          | Signal Iduna Park       | 81.365     | Puma               |
| Borussia Mönchengladbach | Mönchengladbach       | Marco Rose             | Lars Stindl         | Borussia-Park           | 59.724     | Puma               |
| Eintracht Frankfurt      | Frankfurt am Main     | Adi Hütter             | Makoto Hasebe       | Deutsche Bank Park      | 51.500     | Nike               |
| Freiburg                 | Friburgo em Brisgóvia | Christian Streich      | Christian Günter    | Schwarzwald-Stadion     | 24.000     | Hummel             |
| Hertha Berlim            | Berlim                | Pál Dárdai             | Dedryck Boyata      | Olympiastadion          | 74.649     | Nike               |
| Hoffenheim               | Sinsheim              | Sebastian Hoeneß       | Benjamin Hübner     | PreZero Arena           | 30.150     | Joma               |
| Köln                     | Colônia               | Friedhelm Funkel       | Jonas Hector        | RheinEnergieStadion     | 49.698     | Uhlsport           |
| Mainz 05                 | Mainz                 | Bo Svensson            | Danny Latza         | Opel Arena              | 34.000     | Kappa              |
| RB Leipzig               | Leipzig               | Julian Nagelsmann      | Marcel Sabitzer     | Red Bull Arena          | 42.558     | Nike               |
| Schalke 04               | Gelsenkirchen         | Dimitrios Grammozis    | Sead Kolašinac      | Veltins-Arena           | 62.271     | Umbro              |
| Stuttgart                | Estugarda             | Pellegrino Matarazzo   | Gonzalo Castro      | Mercedes-Benz Arena     | 60.449     | Jako               |
| Union Berlin             | Berlim                | Urs Fischer            | Christopher Trimmel | An der Alten Försterei  | 22.012     | Adidas             |
| Werder Bremen            | Bremen                | Florian Kohfeldt       | Niklas Moisander    | Wohninvest Weserstadion | 42.100     | Umbro              |
| Wolfsburg                | Wolfsburg             | Oliver Glasner         | Josuha Guilavogui   | Volkswagen Arena        | 30.000     | Nike               |

### Mudanças de treinadores
| Clube             | Antecessor                                               | Motivo                       | Data da vaga            | Pos           | Sucessor               | Data da nomeação       | Ref               |
| ----------------- | -------------------------------------------------------- | ---------------------------- | ----------------------- | ------------- | ---------------------- | ---------------------- | ----------------- |
| Hoffenheim        | Matthias Kaltenbach Marcel Rapp Kai Herdling (interinos) | Fim do período como interino | 30 de junho de 2020     | Pré-temporada | Sebastian Hoeneß       | 27 de julho de 2020    | [ 5 ] [ 6 ] [ 7 ] |
| Schalke 04        | David Wagner                                             | Demitido                     | 27 de setembro de 2020  | 18º           | Manuel Baum            | 30 de setembro de 2020 | [ 8 ] [ 9 ]       |
| Mainz 05          | Achim Beierlorzer                                        | Demitido                     | 28 de setembro de 2020  | 17º           | Jan-Moritz Lichte      | 28 de setembro de 2020 | [ 10 ]            |
| Borussia Dortmund | Lucien Favre                                             | Demitido                     | 13 de dezembro de 2020  | 5º            | Edin Terzić            | 13 de dezembro de 2020 | [ 11 ]            |
| Schalke 04[a]     | Manuel Baum                                              | Demitido                     | 18 de dezembro de 2020  | 18º           | Christian Gross        | 27 de dezembro de 2020 | [ 12 ] [ 13 ]     |
| Mainz 05[b]       | Jan-Moritz Lichte                                        | Demitido                     | 28 de dezembro de 2020  | 17º           | Bo Svensson            | 4 de janeiro de 2021   | [ 14 ]            |
| Hertha Berlim     | Bruno Labbadia                                           | Demitido                     | 24 de janeiro de 2021   | 13º           | Pál Dárdai             | 25 de janeiro de 2021  | [ 15 ] [ 16 ]     |
| Schalke 04        | Christian Gross                                          | Demitido                     | 28 de fevereiro de 2021 | 18º           | Dimitrios Grammozis    | 2 de março de 2021     | [ 17 ] [ 18 ]     |
| Arminia Bielefeld | Uwe Neuhaus                                              | Demitido                     | 1 de março de 2021      | 16º           | Frank Kramer           | 2 de março de 2021     | [ 19 ] [ 20 ]     |
| Bayer Leverkusen  | Peter Bosz                                               | Demitido                     | 23 de março de 2021     | 6º            | Hannes Wolf (interino) | 23 de março de 2021    | [ 21 ]            |
| Köln              | Markus Gisdol                                            | Demitido                     | 11 de abril de 2021     | 17º           | Friedhelm Funkel       | 12 de abril de 2021    | [ 22 ] [ 23 ]     |
| Augsburg          | Heiko Herrlich                                           | Demitido                     | 26 de abril de 2021     | 13º           | Markus Weinzierl       | 26 de abril de 2021    | [ 24 ]            |

- a ^  Huub Stevens comandou o Schalke 04 interinamente na 13º rodada.[12][13]
- b ^  Jan Siewert comandou o Mainz 05 interinamente na 14º rodada.[25]

## Classificação
Atualizado em 22 de maio de 2021.
| Pos | Equipe                   | Pts | J  | V  | E  | D  | GP | GC | SG  | Classificação ou descenso                               |
| --- | ------------------------ | --- | -- | -- | -- | -- | -- | -- | --- | ------------------------------------------------------- |
| 1   | Bayern de Munique (C)    | 78  | 34 | 24 | 6  | 4  | 99 | 44 | +55 | Fase de Grupos da Liga dos Campeões da UEFA de 2021–22  |
| 2   | RB Leipzig               | 65  | 34 | 19 | 8  | 7  | 60 | 32 | +28 | Fase de Grupos da Liga dos Campeões da UEFA de 2021–22  |
| 3   | Borussia Dortmund        | 64  | 34 | 20 | 4  | 10 | 75 | 46 | +29 | Fase de Grupos da Liga dos Campeões da UEFA de 2021–22  |
| 4   | Wolfsburg                | 61  | 34 | 17 | 10 | 7  | 61 | 37 | +24 | Fase de Grupos da Liga dos Campeões da UEFA de 2021–22  |
| 5   | Eintracht Frankfurt      | 60  | 34 | 16 | 12 | 6  | 69 | 53 | +16 | Fase de Grupos da Liga Europa da UEFA de 2021–22        |
| 6   | Bayer Leverkusen         | 52  | 34 | 14 | 10 | 10 | 53 | 39 | +14 | Fase de Grupos da Liga Europa da UEFA de 2021–22        |
| 7   | Union Berlin             | 50  | 34 | 12 | 14 | 8  | 50 | 43 | +7  | Play-offs da Liga Conferência Europa da UEFA de 2021–22 |
| 8   | Borussia Mönchengladbach | 49  | 34 | 13 | 10 | 11 | 64 | 56 | +8  |                                                         |
| 9   | Stuttgart                | 45  | 34 | 12 | 9  | 13 | 56 | 55 | +1  |                                                         |
| 10  | Freiburg                 | 45  | 34 | 12 | 9  | 13 | 52 | 52 | 0   |                                                         |
| 11  | Hoffenheim               | 43  | 34 | 11 | 10 | 13 | 52 | 54 | −2  |                                                         |
| 12  | Mainz 05                 | 39  | 34 | 10 | 9  | 15 | 39 | 56 | −17 |                                                         |
| 13  | Augsburg                 | 36  | 34 | 10 | 6  | 18 | 36 | 54 | −18 |                                                         |
| 14  | Hertha Berlim            | 35  | 34 | 8  | 11 | 15 | 41 | 52 | −11 |                                                         |
| 15  | Arminia Bielefeld        | 35  | 34 | 9  | 8  | 17 | 26 | 52 | −26 |                                                         |
| 16  | Köln                     | 33  | 34 | 8  | 9  | 17 | 34 | 60 | −26 | Play-off do Rebaixamento                                |
| 17  | Werder Bremen            | 31  | 34 | 7  | 10 | 17 | 36 | 57 | −21 | Zona de rebaixamento à 2. Bundesliga de 2021–22         |
| 18  | Schalke 04               | 16  | 34 | 3  | 7  | 24 | 25 | 86 | −61 | Zona de rebaixamento à 2. Bundesliga de 2021–22         |

1. 1 2  Como o campeão da Copa da Alemanha de Futebol de 2020–21, Borussia Dortmund, já está classificado às competições europeias por causa da posição na liga, a vaga atribuída ao vencedor da Copa da Alemanha (Fase de grupos da Liga Europa) é passada para o sexto colocado. Consequentemente, a vaga aos Play-offs da Liga Conferência Europa da UEFA de 2021–22 passa do sexto ao sétimo colocado.

## Confrontos
| Mandante \ Visitante     | AUG | BSC | UNB | BIE | BRE | DOR | FRA | FRE | HOF | KÖL | LEI | LEV | MAI | MÖN | MUN | SCH | STU | WOL |
| ------------------------ | --- | --- | --- | --- | --- | --- | --- | --- | --- | --- | --- | --- | --- | --- | --- | --- | --- | --- |
| Augsburg                 | —   | 0–3 | 2–1 | 0–0 | 2–0 | 2–0 | 0–2 | 1–1 | 2–1 | 2–3 | 0–2 | 1–1 | 3–1 | 3–1 | 0–1 | 2–2 | 1–4 | 0–2 |
| Hertha Berlim            | 2–1 | —   | 3–1 | 0–0 | 1–4 | 2–5 | 1–3 | 3–0 | 0–3 | 0–0 | 0–3 | 3–0 | 0–0 | 2–2 | 0–1 | 3–0 | 0–2 | 1–1 |
| Union Berlin             | 1–3 | 1–1 | —   | 5–0 | 3–1 | 2–1 | 3–3 | 1–1 | 1–1 | 2–1 | 2–1 | 1–0 | 4–0 | 1–1 | 1–1 | 0–0 | 2–1 | 2–2 |
| Arminia Bielefeld        | 0–1 | 1–0 | 0–0 | —   | 0–2 | 0–2 | 1–5 | 1–0 | 1–1 | 1–0 | 0–1 | 1–2 | 2–1 | 0–1 | 1–4 | 1–0 | 3–0 | 0–3 |
| Werder Bremen            | 2–0 | 1–4 | 0–2 | 1–0 | —   | 1–2 | 2–1 | 0–0 | 1–1 | 1–1 | 1–4 | 0–0 | 0–1 | 2–4 | 1–3 | 1–1 | 1–2 | 1–2 |
| Borussia Dortmund        | 3–1 | 2–0 | 2–0 | 3–0 | 4–1 | —   | 1–2 | 4–0 | 2–2 | 1–2 | 3–2 | 3–1 | 1–1 | 3–0 | 2–3 | 3–0 | 1–5 | 2–0 |
| Eintracht Frankfurt      | 2–0 | 3–1 | 5–2 | 1–1 | 1–1 | 1–1 | —   | 3–1 | 2–1 | 2–0 | 1–1 | 2–1 | 1–1 | 3–3 | 2–1 | 3–1 | 1–1 | 4–3 |
| Freiburg                 | 2–0 | 4–1 | 0–1 | 2–0 | 1–1 | 2–1 | 2–2 | —   | 1–1 | 5–0 | 0–3 | 2–4 | 1–3 | 2–2 | 2–2 | 4–0 | 2–1 | 1–1 |
| Hoffenheim               | 3–1 | 2–1 | 1–3 | 0–0 | 4–0 | 0–1 | 1–3 | 1–3 | —   | 3–0 | 0–1 | 0–0 | 1–2 | 3–2 | 4–1 | 4–2 | 3–3 | 2–1 |
| Köln                     | 0–1 | 0–0 | 1–2 | 3–1 | 1–1 | 2–2 | 1–1 | 1–4 | 2–3 | —   | 2–1 | 0–4 | 2–3 | 1–3 | 1–2 | 1–0 | 0–1 | 2–2 |
| RB Leipzig               | 2–1 | 2–1 | 1–0 | 2–1 | 2–0 | 1–3 | 1–1 | 3–0 | 0–0 | 0–0 | —   | 1–0 | 3–1 | 3–2 | 0–1 | 4–0 | 2–0 | 2–2 |
| Bayer Leverkusen         | 3–1 | 0–0 | 1–1 | 1–2 | 1–1 | 2–1 | 3–1 | 1–2 | 4–1 | 3–0 | 1–1 | —   | 2–2 | 4–3 | 1–2 | 2–1 | 5–2 | 0–1 |
| Mainz 05                 | 0–1 | 1–1 | 1–0 | 1–1 | 0–1 | 1–3 | 0–2 | 1–0 | 1–1 | 0–1 | 3–2 | 0–1 | —   | 2–3 | 2–1 | 2–2 | 1–4 | 0–2 |
| Borussia Mönchengladbach | 1–1 | 1–1 | 1–1 | 5–0 | 1–0 | 4–2 | 4–0 | 2–1 | 1–2 | 1–2 | 1–0 | 0–1 | 1–2 | —   | 3–2 | 4–1 | 1–2 | 1–1 |
| Bayern de Munique        | 5–2 | 4–3 | 1–1 | 3–3 | 1–1 | 4–2 | 5–0 | 2–1 | 4–1 | 5–1 | 3–3 | 2–0 | 5–2 | 6–0 | —   | 8–0 | 4–0 | 2–1 |
| Schalke 04               | 1–0 | 1–2 | 1–1 | 0–1 | 1–3 | 0–4 | 4–3 | 0–2 | 4–0 | 1–2 | 0–3 | 0–3 | 0–0 | 0–3 | 0–4 | —   | 1–1 | 0–2 |
| Stuttgart                | 2–1 | 1–1 | 2–2 | 0–2 | 1–0 | 2–3 | 2–2 | 2–3 | 2–0 | 1–1 | 0–1 | 1–1 | 2–0 | 2–2 | 1–3 | 5–1 | —   | 1–3 |
| Wolfsburg                | 0–0 | 2–0 | 3–0 | 2–1 | 5–3 | 0–2 | 2–1 | 3–0 | 2–1 | 1–0 | 2–2 | 0–0 | 2–3 | 0–0 | 2–3 | 5–0 | 1–0 | —   |

## Desempenho por rodada
Clubes que lideraram o campeonato ao final de cada rodada:
| 1   | 2   | 3   | 4   | 5   | 6   | 7   | 8   | 9   | 10  | 11  | 12  | 13  | 14  | 15  | 16  | 17  | 18  | 19  | 20  | 21  | 22  | 23  | 24  | 25  | 26  | 27  | 28  | 29  | 30  | 31  | 32  | 33  | 34  |
| BMU | HOF | RBL | RBL | RBL | BMU | BMU | BMU | BMU | BMU | LEV | LEV | BMU | BMU | BMU | BMU | BMU | BMU | BMU | BMU | BMU | BMU | BMU | BMU | BMU | BMU | BMU | BMU | BMU | BMU | BMU | BMU | BMU | BMU |

Clubes que ficaram na última posição do campeonato ao final de cada rodada:
| 1   | 2   | 3   | 4   | 5   | 6   | 7   | 8   | 9   | 10  | 11  | 12  | 13  | 14  | 15  | 16  | 17  | 18  | 19  | 20  | 21  | 22  | 23  | 24  | 25  | 26  | 27  | 28  | 29  | 30  | 31  | 32  | 33  | 34  |
| SCH | SCH | SCH | MAI | MAI | MAI | MAI | SCH | SCH | SCH | SCH | SCH | SCH | SCH | MAI | SCH | SCH | SCH | SCH | SCH | SCH | SCH | SCH | SCH | SCH | SCH | SCH | SCH | SCH | SCH | SCH | SCH | SCH | SCH |

## Play-off do rebaixamento
Os jogos de ida e volta foram disputados em 26 e 29 de maio de 2021, respectivamente.

### Jogo de ida
| 26 de maio de 2021 | Köln | 0 – 1     | Holstein Kiel | RheinEnergieStadion, Colônia |
| 18:30 (UTC+2)      |      | Relatório | 59' Lorenz    | Árbitro: Felix Zwayer        |

### Jogo de volta
| 29 de maio de 2021 | Holstein Kiel | 1 – 5     | Köln                                                     | Holstein-Stadion, Kiel                |
| 18:00 (UTC+2)      | Jae-sung 4'   | Relatório | 3' Hector · 6', 13' Andersson · 39' Czichos · 84' Skhiri | Público: 2 350 Árbitro: Deniz Aytekin |

## Estatísticas
Atualizado em 22 de maio de 2021.
| Pos. | Jogador            | Equipe                   | Gols |
| ---- | ------------------ | ------------------------ | ---- |
| 1    | Robert Lewandowski | Bayern de Munique        | 41   |
| 2    | André Silva        | Eintracht Frankfurt      | 28   |
| 3    | Erling Haaland     | Borussia Dortmund        | 27   |
| 4    | Andrej Kramarić    | Hoffenheim               | 20   |
| 4    | Wout Weghorst      | Wolfsburg                | 20   |
| 6    | Sasa Kalajdzic     | Stuttgart                | 16   |
| 7    | Lars Stindl        | Borussia Mönchengladbach | 14   |
| 8    | Lucas Alario       | Bayer Leverkusen         | 11   |
| 8    | Max Kruse          | Union Berlin             | 11   |
| 8    | Thomas Müller      | Bayern de Munique        | 11   |
| 8    | Silas Wamangituka  | Stuttgart                | 11   |
| 12   | Serge Gnabry       | Bayern de Munique        | 10   |

| Pos. | Jogador             | Equipe                   | Assist. |
| ---- | ------------------- | ------------------------ | ------- |
| 1    | Thomas Müller       | Bayern de Munique        | 18      |
| 2    | Filip Kostić        | Eintracht Frankfurt      | 14      |
| 3    | Daichi Kamada       | Eintracht Frankfurt      | 12      |
| 4    | Jonas Hofmann       | Borussia Mönchengladbach | 11      |
| 4    | Jadon Sancho        | Borussia Dortmund        | 11      |
| 6    | Kingsley Coman      | Bayern de Munique        | 10      |
| 6    | Moussa Diaby        | Bayer Leverkusen         | 10      |
| 6    | Vincenzo Grifo      | Freiburg                 | 10      |
| 6    | Raphaël Guerreiro   | Borussia Dortmund        | 10      |
| 6    | Joshua Kimmich      | Bayern de Munique        | 10      |
| 11   | Dani Olmo           | RB Leipzig               | 9       |
| 11   | Leroy Sané          | Bayern de Munique        | 9       |
| 11   | Borna Sosa          | Stuttgart                | 9       |
| 11   | Christopher Trimmel | Union Berlin             | 9       |

### Hat-tricks
| Jogador              | Para                     | Contra                   | Resultado | Data                   | Ref.   |
| -------------------- | ------------------------ | ------------------------ | --------- | ---------------------- | ------ |
| Serge Gnabry         | Bayern de Munique        | Schalke 04               | 8–0       | 18 de setembro de 2020 | [ 28 ] |
| Andrej Kramarić      | Hoffenheim               | Köln                     | 3–2       | 19 de setembro de 2020 | [ 29 ] |
| Niclas Füllkrug      | Werder Bremen            | Schalke 04               | 3–1       | 26 de setembro de 2020 | [ 30 ] |
| Robert Lewandowski   | Bayern de Munique        | Eintracht Frankfurt      | 5–0       | 24 de outubro de 2020  | [ 31 ] |
| Jean-Philippe Mateta | Mainz 05                 | Freiburg                 | 3–1       | 22 de novembro de 2020 | [ 32 ] |
| Lars Stindl          | Borussia Mönchengladbach | Eintracht Frankfurt      | 3–3       | 15 de dezembro de 2020 | [ 33 ] |
| Matthew Hoppe        | Schalke 04               | Hoffenheim               | 4–0       | 9 de janeiro de 2021   | [ 34 ] |
| Robert Lewandowski   | Bayern de Munique        | Borussia Dortmund        | 4–2       | 6 de março de 2021     | [ 35 ] |
| Robert Lewandowski   | Bayern de Munique        | Stuttgart                | 4–0       | 20 de março de 2021    | [ 36 ] |
| Joel Pohjanpalo      | Union Berlin             | Werder Bremen            | 3–1       | 24 de abril de 2021    | [ 37 ] |
| Josip Brekalo        | Wolfsburg                | Union Berlin             | 3–0       | 8 de maio de 2021      | [ 38 ] |
| Robert Lewandowski   | Bayern de Munique        | Borussia Mönchengladbach | 6–0       | 8 de maio de 2021      | [ 39 ] |

### Poker-tricks
Um Poker-trick é quando um jogador faz quatro gols em uma única partida.
| Jogador            | Para              | Contra        | Resultado | Data                   | Ref.   |
| ------------------ | ----------------- | ------------- | --------- | ---------------------- | ------ |
| Robert Lewandowski | Bayern de Munique | Hertha Berlim | 4–3       | 4 de outubro de 2020   | [ 40 ] |
| Erling Haaland     | Borussia Dortmund | Hertha Berlim | 5–2       | 21 de novembro de 2020 | [ 41 ] |